# Serafino Gentili
Serafino Gentili in carriera avanzata noto come Serafino Gentili-Donati (Venezia, 1775 – Milano, 13 maggio 1835) è stato un tenore italiano particolarmente noto per le sue interpretazioni in ruoli da tenore di grazia.

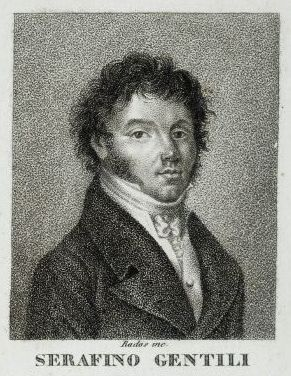

Cantò in teatri lirici in tutta Italia, a Parigi e Dresda. Nel corso della sua carriera, creò il ruolo di Lindoro ne L'italiana in Algeri di Gioachino Rossini, nonché ruoli principali in molte altre opere di compositori meno noti. Negli ultimi anni adottò il cognome Gentili-Donati per distinguersi dal tenore Pietro Gentili.

## Biografia
Nacque a Venezia e si presume che abbia studiato nella sua città natale, anche se si sa poco della sua prima infanzia. Tuttavia, nel 1795 fu elencato come "virtuoso di musica" ad Ascoli Piceno dove fece il suo debutto al Teatro Ventidio Basso nel 1796 nel ruolo di Folletto ne Lo sposo di tre e marito di nessuna di Antonio Brunetti.
Dal 1822 al 1824 cantò all'opera di corte a Dresda, principalmente in ruoli rossiniani. Al suo ritorno in Italia, le sue apparizioni divennero meno frequenti. La sua ultima esibizione conosciuta fu nell'aprile del 1825 al Teatro alla Scala dove riprese il ruolo di Lindoro ne L'italiana in Algeri. Morì a Milano dieci anni dopo.

## Ruoli creati
- Amorveno in Amor congiugale di Simon Mayr, Teatro Nuovo, Padova, 26 luglio 1805
- Sandrino in I due gemelli di Giuseppe Gazzaniga, Teatro Comunale, Bologna, 26 novembre 1807
- La conquista delle Indie Orientali di Vincenzo Federici, Teatro Regio, Torino, 8 febbraio 1808
- Lindoro in L'italiana in Algeri di Gioachino Rossini, Teatro San Benedetto, Venezia, 22 maggio 1813
- Gustavo in La donna selvaggia di Carlo Coccia, Teatro San Benedetto, Venezia, 24 giugno 1813